# Hans-Adolf Isermeyer
Hans-Adolf Isermeyer (1 de janeiro de 1920 - ) foi um comandante de U-Boots alemão que serviu na Kriegsmarine durante a Segunda Guerra Mundial.